# Норберт Йокль
Норберт Йокль (нім. Norbert Jokl; нар. 25 лютого 1877, Бзенец, сучасна Чехія — пом. 6 травня 1942, концтабір Малий Тростенець, сучасна Білорусь) — австрійський філолог, один з основоположників албаністики.

## Біографія
Він походив з родини єврейських торговців з Південної Моравії. У 1895 році він закінчив німецькомовну школу в Угерське Градіште. У тому ж році він почав вивчати право та політологію у Віденському університеті, який закінчив у 1901 році. Відмовився від подальшого вивчення права і вирішив присвятити себе лінгвістиці, орієнтуючись на слов'янську філологію.
У 1903 році він почав працювати в університетській бібліотеці у Відні, водночас готує другу дисертацію, цього разу з філологічних наук. У 1913 році він почав читати лекції в університеті з албанської, слов'янської, балтійської філології.
Досліджуючи албанську мову, почав співпрацю з албанцями, що живуть у Відні. Навчався в першу чергу гегському діалекту албанської мови. У 1923 році він отримав звання професора. У 1938 році він був звільнений з роботи через його єврейське походження.
У 1937 році за вивчення албанської мови був вперше для іноземців удостоєний королем Зогу вищою нагородою країни — орденом Скандербега. У 1941 Йокль намагався влаштуватися на роботу в Албанії. У листі від 6 жовтня 1941 міністр освіти Ернест Коліджі запропонував йому працювати «організатором албанських бібліотек». Однак, незважаючи на зусилля Албанії та Італії, німецька влада не дозволяє Йоклю покинути Австрію. 2 березня 1942 він був заарештований і поміщений в транзитний табір, розташований на вулиці Castellezgasse. Звідти він був депортований до табору смерті Малий Тростенець навколо Мінська, де, ймовірно, помер 6 травня 1942. Обставини смерті точно не відомі.
Наукові досягнення Йокля зберігаються в Національній бібліотеці у Відні, які включають понад 60 робіт з албанської мови (в основному німецькою мовою). Найбільша з робіт — Введення в історичну порівняльну граматику албанської мови, над якою він працював 24 роки.